# Fine Line (canção de Harry Styles)
"Fine Line" é uma canção do cantor britânico Harry Styles, gravada para seu segundo álbum de estúdio com o mesmo nome. Styles escreveu a canção com Mitch Rowland, Sammy Witte e os produtores Kid Harpoon e Tyler Johnson. "Fine Line" foi posteriormente enviada para as rádios italianas em 19 de novembro de 2021, como o sétimo e último single do álbum.

## Antecedentes e lançamento
Harry Styles lançou seu segundo álbum de estúdio, Fine Line, em 13 de dezembro de 2019. "Fine Line" é a décima segunda faixa da lista de faixas do álbum. Styles escreveu a canção com Mitch Rowland, Sammy Witte e os produtores Kid Harpoon e Tyler Johnson. Os vocais de Styles foram gravados na casa de Kid Harpoon (Los Angeles, Estados Unidos), RAK (Londres, Inglaterra), Real World (Bath, Inglaterra), e The Cave (Nashville, Estados Unidos). Spike Stent, auxiliado por Michael Freeman, então mixou a canção no EastWest Studios em Los Angeles. Randy Merrill mais tarde masterizou no Sterling Sound em Edgewater, Estados Unidos.
Styles originalmente escreveu "Fine Line" como uma balada folk, mas ele explicou à Rolling Stone que continuou se expandindo e evoluindo. "Começou simples, mas eu queria ter essa outra coisa épica. E tomou essa forma", disse ele. "É exatamente como a música que quero fazer. Adoro cordas, sopros e harmonias. Então, porque não colocamos tudo isso?". Na Itália, a Sony Music lançou "Fine Line" como o sétimo single de Fine Line em 19 de novembro de 2021.

## Recepção da crítica
Hannah Mylrea, da NME, chamou "Fine Line" de "eufórica". Douglas Greenwood, da i-D, escreveu que a canção "abriga toda a mesma intensidade lírica, mas em uma escala sonora maior". Jon Pareles, do The New York Times, escreveu que a "canção faz promessas criteriosamente otimistas e se desdobra ao longo de seis minutos com uma paciência maravilhosa, eventualmente convocando uma orquestra. Livre de sua boy band, Styles exulta no som, não na imagem".
Alex Rodobolski, da Exclaim!, escreveu: "é a maneira perfeita de terminar sua história de aflição e tesão. É feliz e triste, romântica, cheia de desdém e bonita ao mesmo tempo". Nick Catucci, da Rolling Stone, escreveu que a canção "emerge de uma bela e sombria neblina do tipo Bon Iver para um acabamento grande, semi-esperançoso e com uma medida de incerteza que se encaixa no final desta década caótica, enquanto Styles promete: "Nós ficaremos bem". Maddie Lock, da The Edge, escreveu que a canção "seja certamente cativante, é provavelmente a canção mais esquecível e desnecessária do álbum".

## Desempenho nas paradas musicais

### Paradas semanais
| Parada (2019)                                   | Melhor posição |
| ----------------------------------------------- | -------------- |
| Austrália (ARIA)                                | 95             |
| Estados Unidos (Bubbling Under Hot 100 Singles) | 11             |
| Lituânia (AGATA)                                | 72             |

## Certificações
| Região                                                        | Certificação | Vendas   |
| ------------------------------------------------------------- | ------------ | -------- |
| Austrália (ARIA)                                              | Platina      | 70,000‡  |
| Brasil (Pro-Música Brasil)                                    | Ouro         | 20,000‡  |
| Estados Unidos (RIAA)                                         | Ouro         | 500,000‡ |
| Reino Unido (BPI)                                             | Prata        | 200,000‡ |
| ‡ Vendas+valores de streaming baseados apenas na certificação |              |          |

## Histórico de lançamento
| Região | Data                   | Formato(s) | Gravadora | Ref.  |
| ------ | ---------------------- | ---------- | --------- | ----- |
| Itália | 19 de novembro de 2021 | Airplay    | Sony      | [ 6 ] |